# Tareg Hamedi
Pour les articles homonymes, voir Hamedi.
Tareg Ali Hamedi (en arabe : طارق علي حامدي) est un karatéka saoudien né le 26 juillet 1998 à Al-Jubayl. Spécialiste du kumite, il est champion d'Asie en 2017, 2019 et 2021, médaillé de bronze aux Jeux asiatiques de 2018 puis obtient la médaille d'argent aux Jeux olympiques d'été de 2020 chez les poids lourds après avoir été disqualifié en finale.

## Biographie

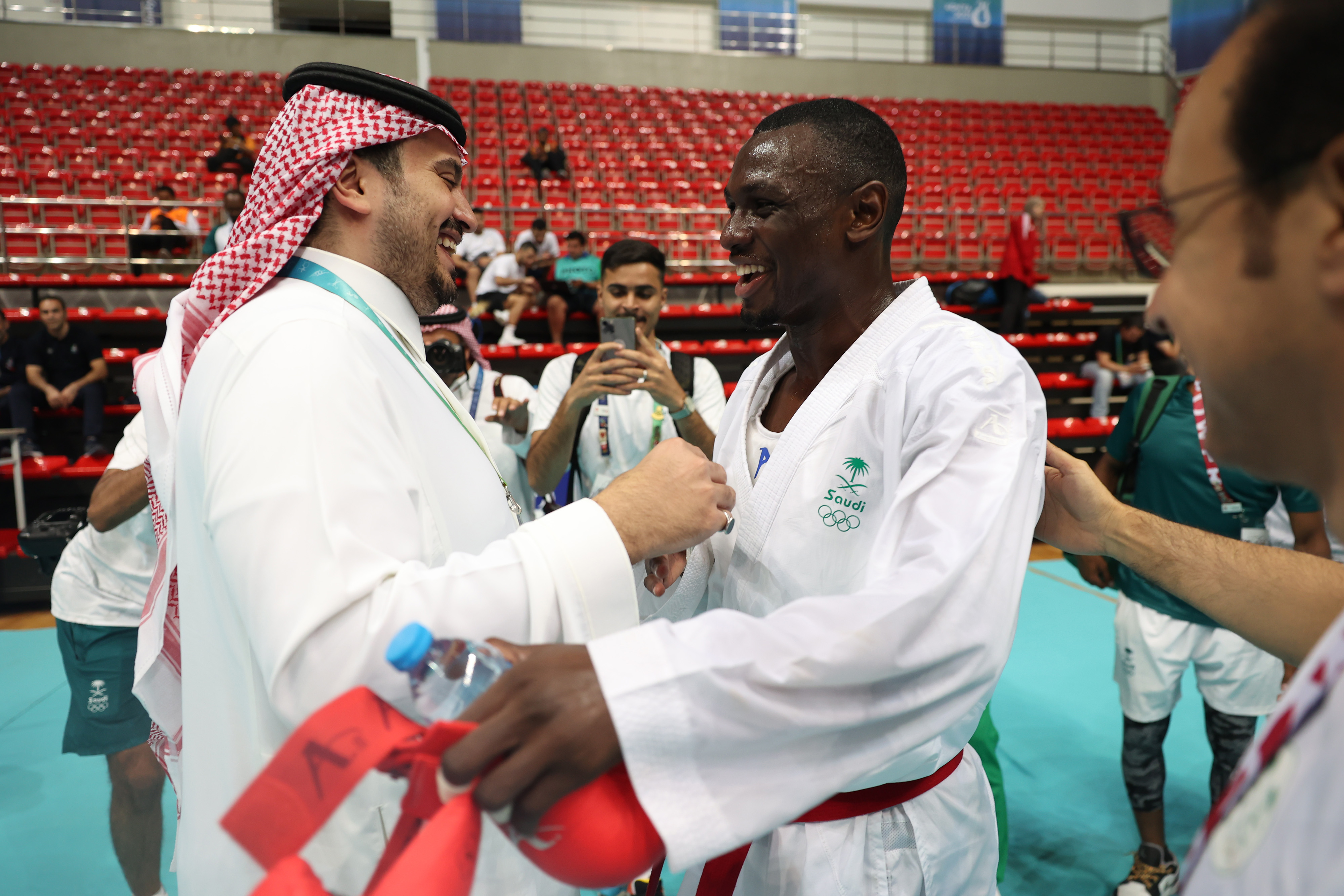
Tareg Hamedi félicité par sa victoire aux Jeux de la solidarité islamique en 2022.

Présenté en 2014 comme l’un des karatéka les plus prometteurs du monde par la Fédération mondiale de karaté, Tareg Hamedi s'entraîne au club d'Al-Hilal à Riyad. Champion du monde juniors en 2015 à Jakarta, Tareg Hamedi devient champion d'Asie pour la première fois en 2017 en dominant Sajjad Ganjzadeh en finale des plus de 84 kg au Kazakhstan.
Le karaté devient sport olympique à l'occasion des Jeux olympiques de Tokyo. En finale du tournoi des plus de 75 kg, Tareg Hamedi pense avoir remporté l'or après avoir réussi un violent coup de pied à la tête de son adversaire, l'Iranien Sajjad Ganjzadeh, mais il est disqualifié pour une frappe illégale. Ce moment est symbolique de la difficulté pour les spectateurs pour comprendre ce nouveau sport, un parfait coup de pied entraînant la disqualification,. Pour sa médaille d'argent olympique, la deuxième dans l'histoire du sport saoudien, Tareg Hamedi reçoit une récompense de 5 millions de riyals soit plus d'un million de dollars.
En octobre, deux mois après sa finale olympique, Tareg Hamedi fait une apparition surprise lors d'une soirée de la WWE, organisation américaine de catch, en tenue de karatéka,. En décembre, la Saoudien de 23 ans ajout un nouveau titre continental en battant l'Iranien Saleh Abazari (en) 4 à 0 en finale des Championnats d'Asie 2021.
En 2022, Hamedi remporte la médaille d'or aux Jeux de la solidarité islamique de 2021.

## Palmarès
- Jeux olympiques :
  -  Médaille d'argent du kumine poids lourds (+ de 75 kg) lors des Jeux olympiques de 2020 à Tokyo,  Japon.

- Championnats d'Asie :
  -  Médaille d'or du kumine plus de 84 kg lors des Championnats d'Asie 2017 à Astana,  Kazakhstan.
  -  Médaille de bronze du kumine plus de 84 kg lors des Championnats d'Asie 2018 à Amman,  Jordanie.
  -  Médaille d'argent du kumine par équipe lors des Championnats d'Asie 2018 à Amman,  Jordanie.
  -  Médaille d'or du kumine plus de 84 kg lors des Championnats d'Asie 2019 à Tachkent,  Ouzbékistan.
  -  Médaille d'or du kumine par équipe lors des Championnats d'Asie 2019 à Tachkent,  Ouzbékistan.
  -  Médaille d'or du kumine plus de 84 kg lors des Championnats d'Asie 2021 à Almaty,  Kazakhstan.
  -  Médaille de bronze du kumine par équipe lors des Championnats d'Asie 2021 à Almaty,  Kazakhstan.

- Jeux asiatiques :
  -  Médaille de bronze du kumine plus de 84 kg lors des Jeux asiatiques de 2018 à Jakarta,  Indonésie.

- Jeux de la solidarité islamique :
  -  Médaille d'or du kumine plus de 84 kg aux Jeux de la solidarité islamique de 2021 à Konya,  Turquie.